# Pinus edulis
Pinus edulis är en tallväxtart som beskrevs av Georg George Engelmann. Pinus edulis ingår i släktet tallar, och familjen tallväxter. Inga underarter finns listade i Catalogue of Life.
Denna tall förekommer i USA i delstaterna Arizona, Texas, Utah, Wyoming, Kalifornien, New Mexico, Colorado och Oklahoma. Arten växer i bergstrakter mellan 900 och 3200 meter över havet. Pinus edulis bildar oftast öppna skogar tillsammans med arter av ensläktet. I dalgångar utgörs undervegetationen vanligen av malörter. På bergstoppar kan även träd som gultall och douglasgran ingå i skogarna. Buskar som vanligen hittas intill Pinus edulis är små exemplar av eksläktet, av släktet Chrysothamnus, av släktet Cercocarpus, av släktet efedror och av palmliljesläktet.
Intensivt bruk av betesmarker där trädet förekommer hotar delar av beståndet. Flera exemplar skadas av skalbaggar. Hela populationen anses fortfarande vara stabil. IUCN kategoriserar arten globalt som livskraftig.

## Bildgalleri

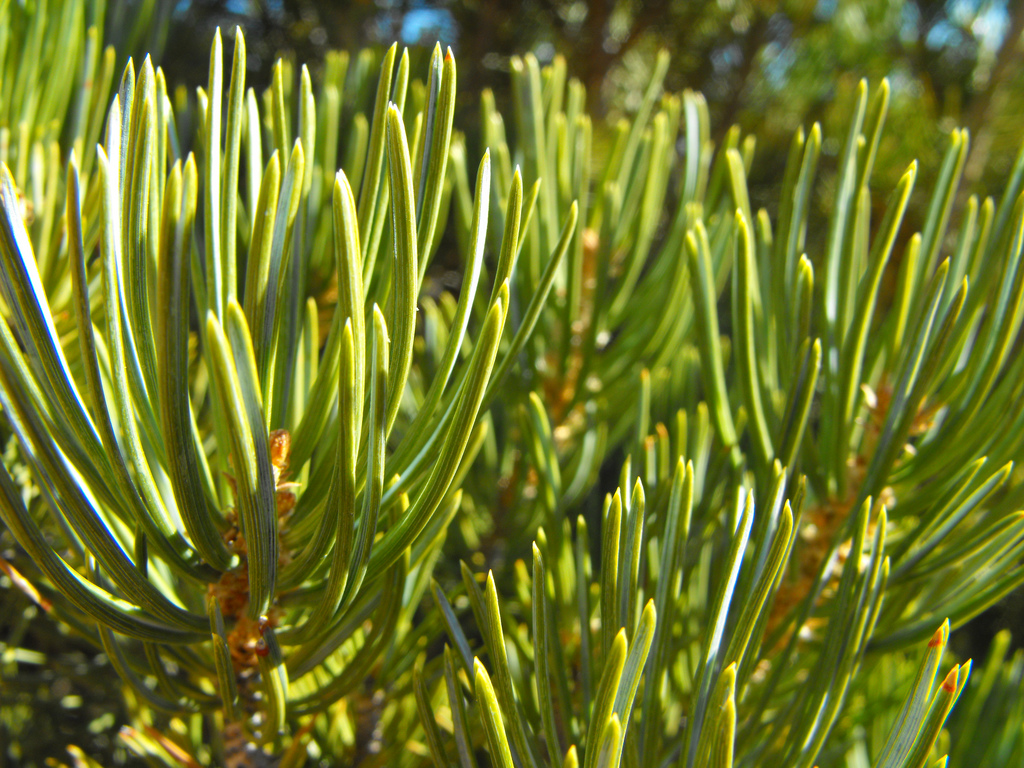
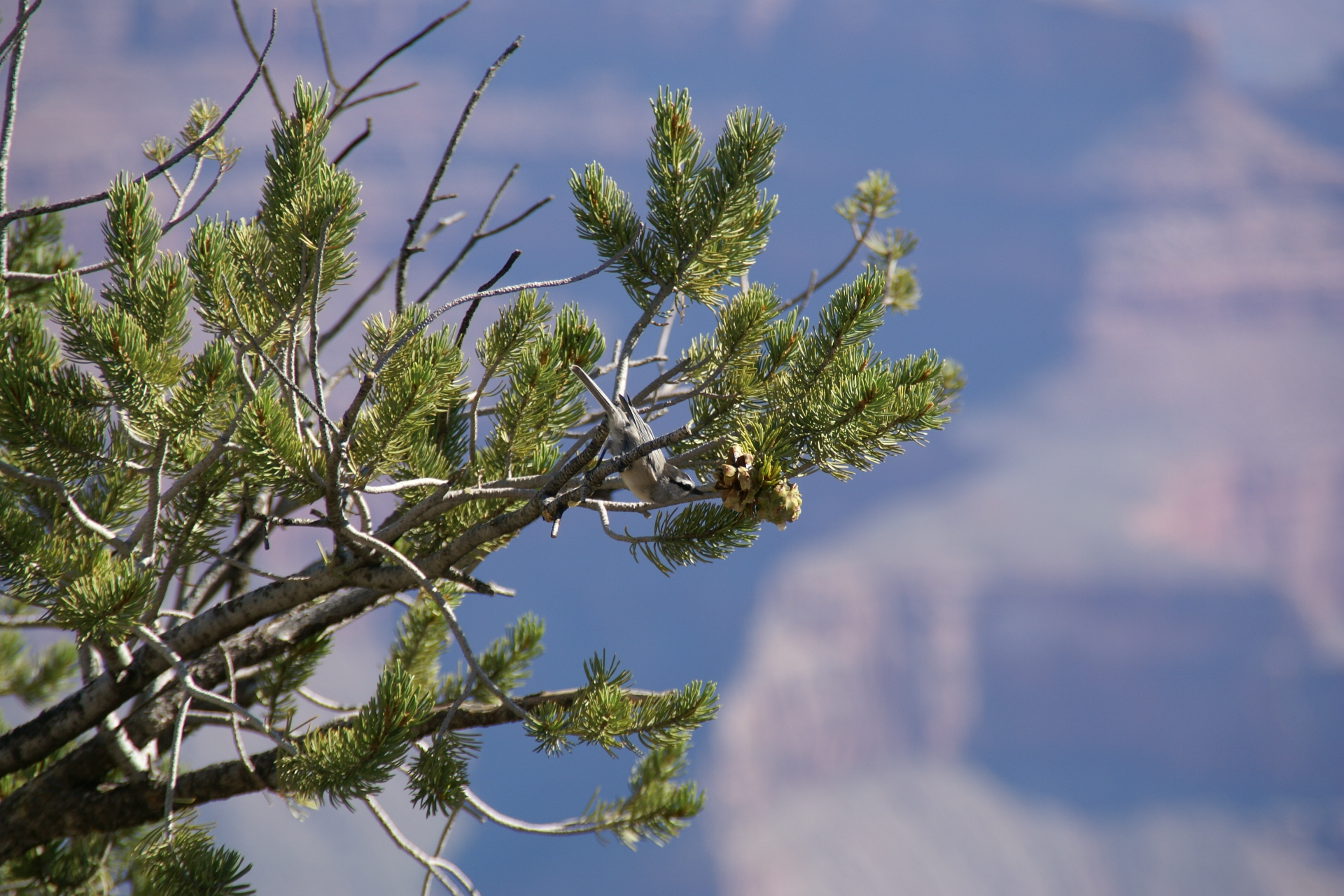
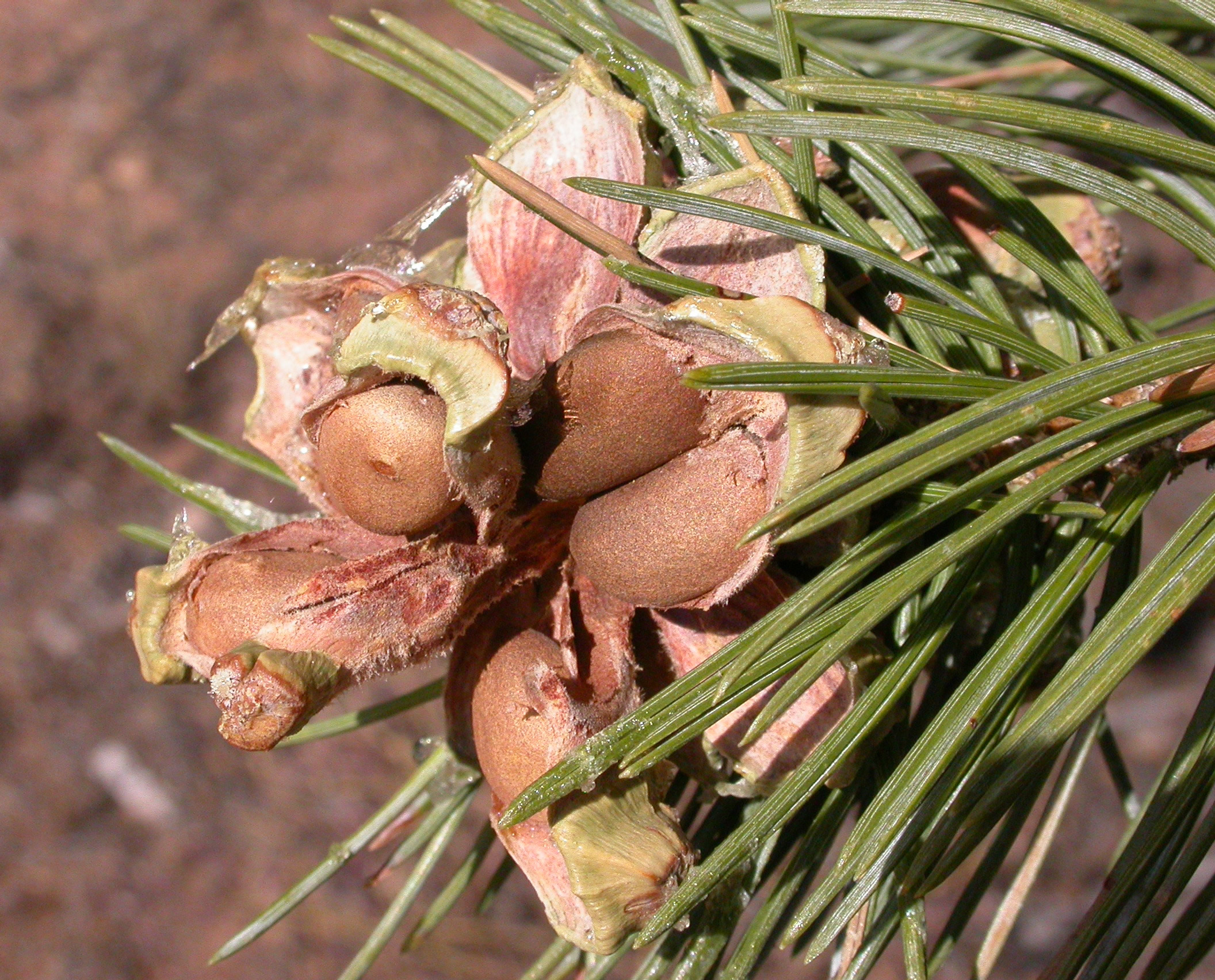
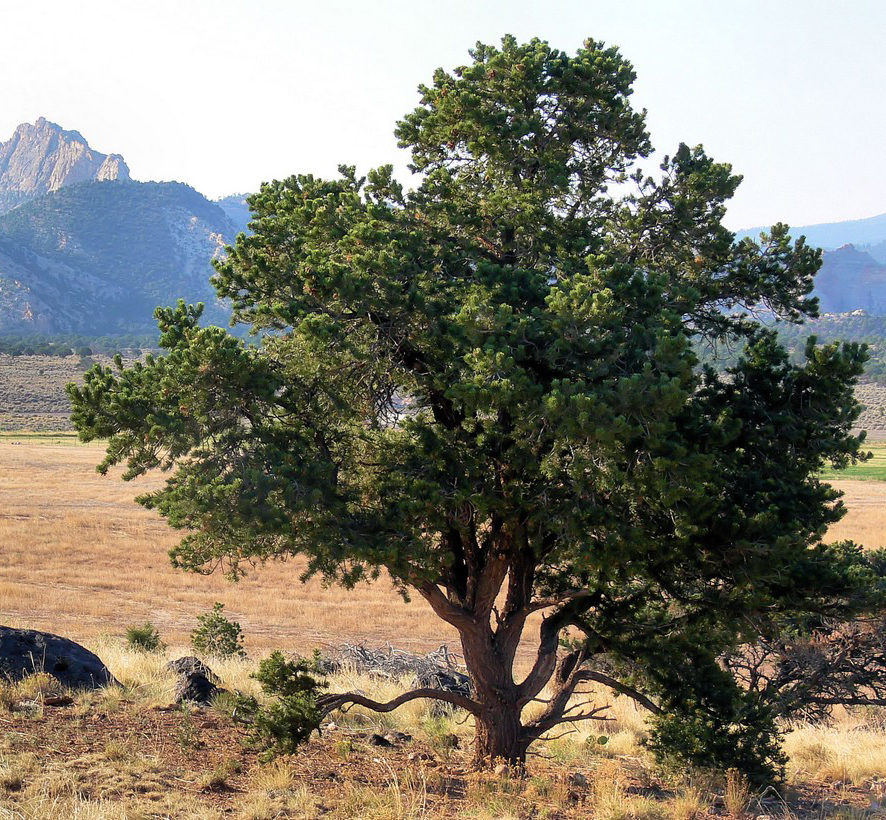
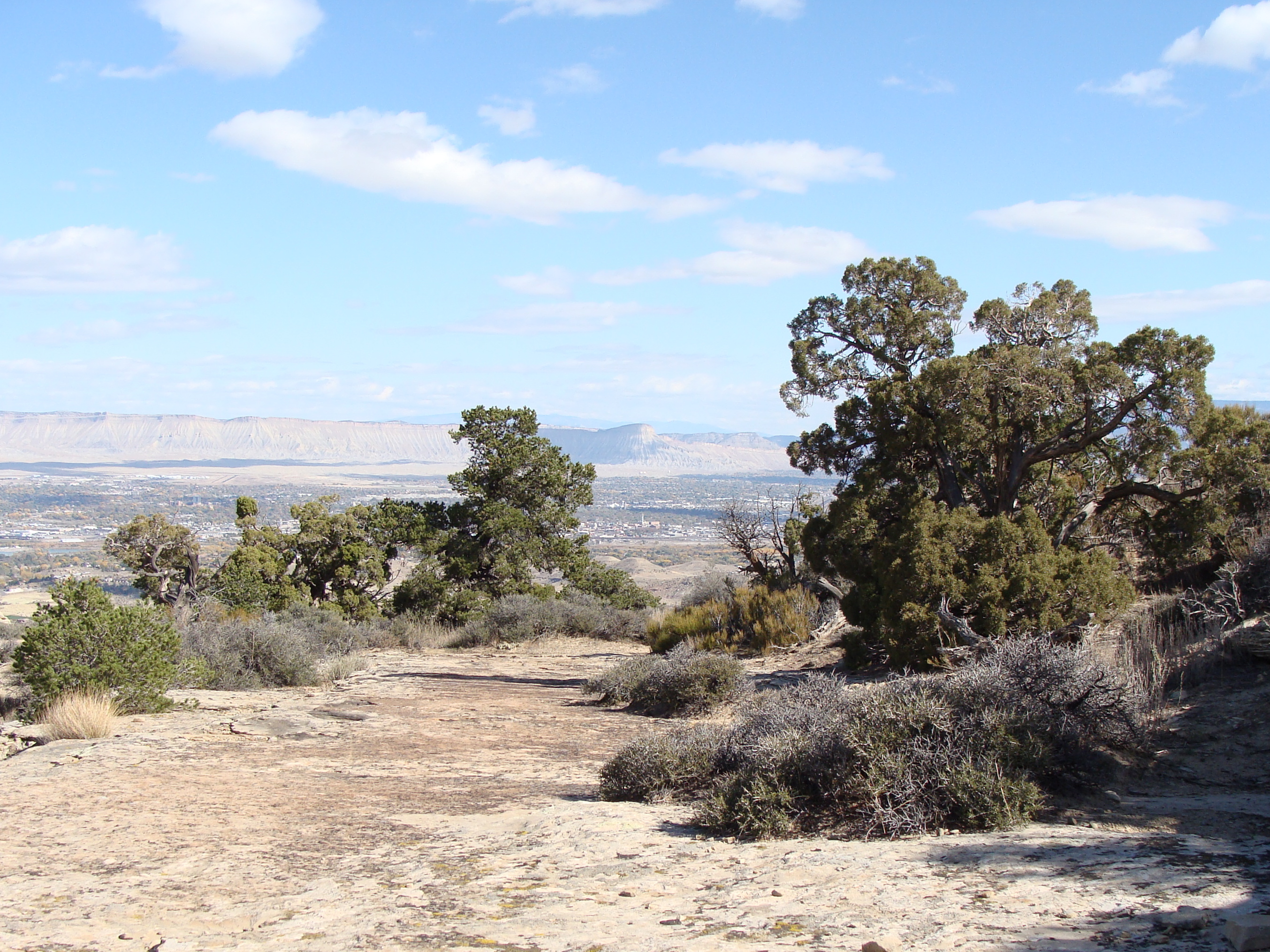
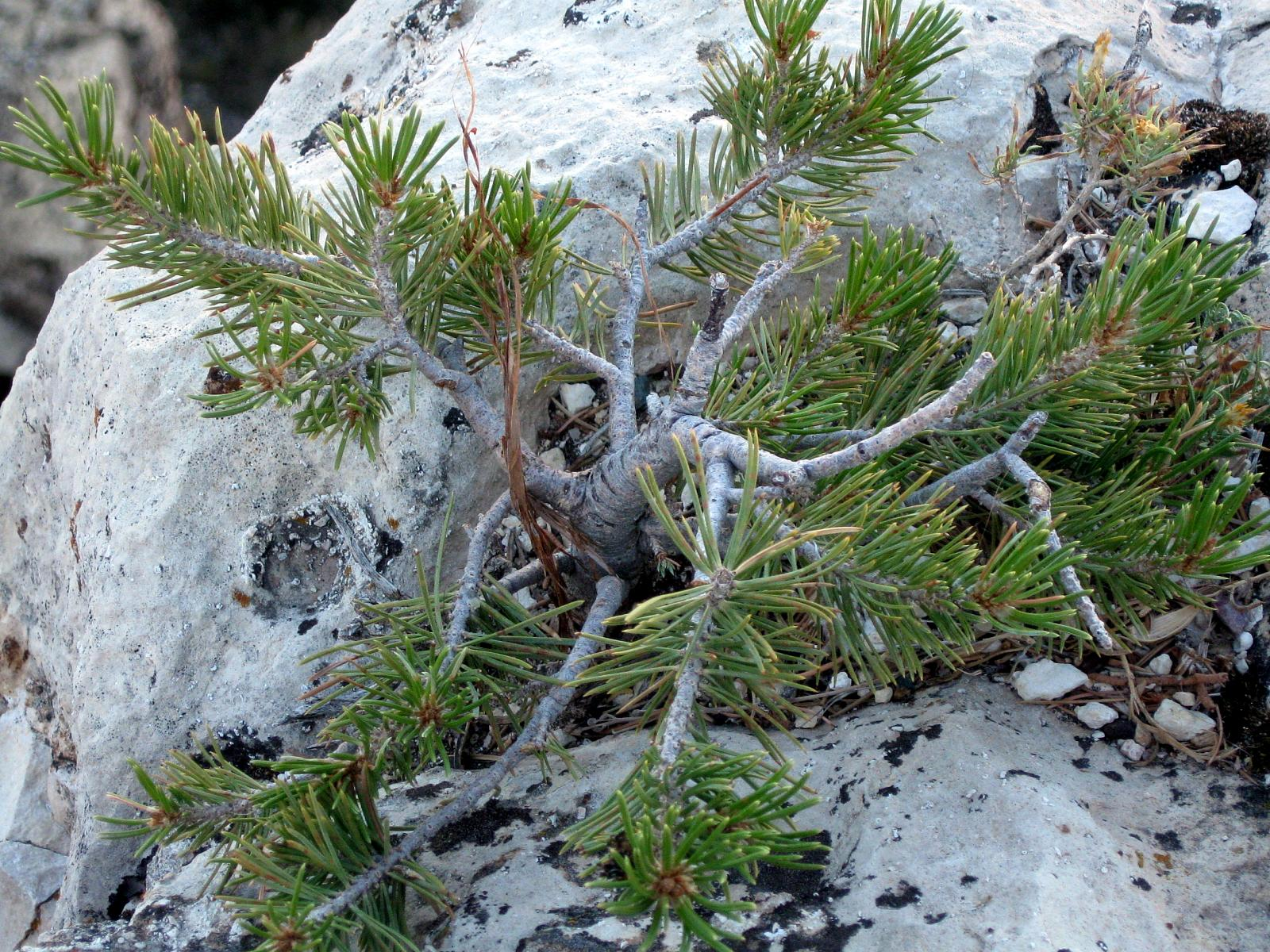